# Aongstroemia filiformis
Aongstroemia filiformis är en bladmossart som beskrevs av Roelof J.van der Wijk och Margadant 1960. Aongstroemia filiformis ingår i släktet Aongstroemia och familjen Dicranaceae. Inga underarter finns listade i Catalogue of Life.